# Boefje (Film)
Boefje ist ein niederländischer Spielfilm aus dem Jahre 1939 von Detlef Sierck, der hier seinen letzten Film vor seiner Auswanderung in die USA drehte. Die Vorlage, das gleichnamige Jugendbuch (1903), entstammt der Feder von Marie Joseph Brusse. Das Drehbuch stammte im Wesentlichen von Carl Zuckmayer.

## Handlung
In der Hafengegend von Rotterdam zur Jahrhundertwende. Dort lebt der 12-jährige Jan Grovers, der besser bekannt ist unter dem Spitznamen Boefje. Jan und sein bester Freund Piet Puk wirken ein wenig wie freilaufende Straßenhunde: schmutzig, wild und mit sehr viel Unsinn im Kopf. Ihr gemeinsames Ziel ist es, eines Tages vom hiesigen Hafen aus nach Amerika auszuwandern. Bald haben die beiden Jungs die ganze Gegend gegen sich aufgebracht, und Boefje wird bald von vielen als unkontrollierbar und schwer erziehbar angesehen. Lediglich der ortsansässige Pastor glaubt, dass in jedem Menschen etwas Gutes stecken müsse und ist auch bei Boefje nicht bereit, aufzugeben. Er nimmt ihn unter seine Fittiche und will ihm bessere Manieren und die Liebe zur Musik näher bringen.
Eines Tages geschieht ein Unglück, das Boefje angelastet wird. Nun haben die Behörden die Nase voll: Jan Grovers wird seinen Eltern und den drei jüngeren Geschwistern entzogen und soll damit von der Straße geholt werden. Stattdessen sollen staatliche Institutionen fortan seine Erziehung übernehmen. Doch Boefje ist und bleibt ein kleiner Rebell, unbezähmbar und mit ganz eigenem Kopf. Und so dauert es nicht lange, bis sich der Junge der ihm oktroyierten Kontrolle entzieht, ausbüxt und sich erneut mit Piet zusammentut. Rasch geraten die beiden Straßenjungs in alte Fahrwasser zurück und sorgen durch ihr Verhalten für das altbekannte Chaos. Doch sein persönlicher Schutzengel, der Pastor, gibt nicht auf und will auch jetzt nicht den Glauben an das Gute in Boefje verlieren. Bald beginnen seine Bemühungen erste Früchte zu tragen …

## Produktionsnotizen
Die Dreharbeiten zu Boefje begannen am 17. Juli 1939 vor Ort in Rotterdam und endeten etwa sechs Wochen darauf. Die Uraufführung fand im Handlungsort Rotterdam am 4. Oktober 1939 statt. Einen Tag darauf verließen Detlef Sierck und seine Ehefrau Hilde fluchtartig die Niederlande und schifften sich von Rotterdam in Richtung Amerika ein. In Deutschland wurde der Film, der auch auf den ersten (wegen des Beginns des Zweiten Weltkriegs aber abgebrochenen) Filmfestspielen in Cannes im September 1939 gezeigt werden sollte, erst im Jahr 2016 im Zeughauskino des Deutschen Historischen Museums aufgeführt.
Hauptdarstellerin Annie van Ees, die den zwölfjährigen Titelhelden verkörperte, war zur Drehzeit fast 46 (!) Jahre alt.
Der deutsche Emigrant Leo Meyer übernahm die Produktionsleitung, es wurde sein letzter Film.
1922 wurde aus dem Boefje-Roman auch ein Theaterstück geformt.